# Niki Bakogianniová
Niki Bakogianniová (řecky Νίκη Μπακογιάννη, anglicky Niki Bakoyianni; * 9. června 1968, Lamia) je bývalá řecká atletka, jejíž hlavní disciplínou byl skok do výšky.
Největší úspěchy své kariéry zaznamenala v roce 1996. V tomto roce získala stříbrnou medaili na halovém ME ve Stockholmu, kde skočila 196 cm a prohrála jen s Němkou Alinou Astafeiovou. Stříbro poté vybojovala také na letních olympijských hrách v Atlantě, kde poprvé v kariéře a zároveň také naposledy překonala dvoumetrovou hranici. Výkonem 203 cm vytvořila dosud platný národní rekord. Olympijskou vítězkou se stala Stefka Kostadinovová, která napodruhé zdolala 205 cm. Reprezentovala rovněž na olympiádě v Barceloně v roce 1992 a na LOH 2000 v Sydney, kde skončila shodně před branami finále.
Mezi její úspěchy patří také dvě bronzové a jedna stříbrná medaile, které získala na Středomořských hrách (1987, 1991, 1997) a 9. místo na evropském šampionátu v Budapešti v roce 1998.

## Osobní rekordy
- hala – 196 cm – 11. únor 1996, Pireus – NR
- venku – 203 cm – 3. srpna 1996, Atlanta – NR